# 羅生門效應
羅生門效應（英語：Rashomon effect）是一個講述目擊者們在提及一事件時的證詞並不可靠，且給出自相矛盾的解釋或描述的心理學術語，在犯罪學、社會學和社會科學中亦有使用。

## 概述
羅生門效應的命名來源來自黑澤明在1950年執導的電影《羅生門》，其中的四名目擊者以四種相互矛盾的方式描述了一起謀殺案。該術語涉及到眾人的動機、處理事件能力、就案發狀況的描述與值得爭論的演繹、對事件的證據的說詞不一，以及人類感知、記憶和描述上的主觀性與客觀性。在現代學術背景下，羅生門效應被定義為一「對理解複雜和含糊的情況所需的知識論框架或思維、認知和記憶方式」的術語。2015年11月6日，帝博大學媒體與電影學助理教授布萊爾·戴維斯（Blair Davis）與西門菲莎大學的羅伯特·安德森（Robert Anderson）和王建（Jan Walls）一同出版了《羅生門效應：黑澤明、羅生門及其遺產》（Rashomon Effects: Kurosawa, Rashomon and their legacies），以研究該術語的歷史及其在電影、文學、法學、心理學、社會學和史學的應用。
利茲貝克特大學客座教授瓦萊麗·亞利亞（Valerie Alia）將羅生門效應稱為「羅生門原理」（The Rashomon Principle），她自1970年代末以來便一直使用這種變體，並在12年後首次發表在一篇關於新聞政治的文章中，之後又在1997年的文章《羅生門原理：寫民族誌的記者》（The Rashomon Principle: The Journalist as Ethnographer） ，以及2004年出版的著作《媒體倫理與社會變遷》中使用羅生門原理（Media Ethics and Social Change）一詞。美國視覺人類學家卡爾·G·海德於1988年在一人類學期刊上發表文章，為羅生門效應提出了一個有用的說明，他以這術語來表達感知的主觀性對回憶的影響，目擊者憑此能夠對事件產生截然不同但同樣合理的描述。
在2020年澳洲昆士蘭最高法院的《澳大利亞進步研究所有限公司訴昆士蘭選舉委員會和奧爾斯案（第2號）》中，兼任昆士蘭大學法學教授的彼得·阿普爾加思法官（Peter Applegarth）寫道：

羅生門效應描述了證人們如何以不同且矛盾的方式描述一事件，體現出他們是用主觀和利己主義的方式解釋自己的主張，而不基於客觀事實。當雙方都聲稱贏得了此案時，我們不應感到驚訝，畢竟羅生門效應顯而易見地左右了訴訟的結果。

## 外部連結
- "Final Scenes: Is The Increasing Subjectivity Of Truth Becoming The New Abnormal?(2021 article)" （页面存档备份，存于）